# Drafi Deutscher/Diskografie
Diese Diskografie ist eine Übersicht über die musikalischen Werke des deutschen Schlager-Musikers Drafi Deutscher und seiner Pseudonyme wie Baby Champ, Dave Bolan, Drafi, Drafi Deutscher and His Magics, Jack Goldbird, Masquerade, Ironic Remark, Mr. Walkie Talkie …. Den Quellenangaben zufolge hat er bisher mehr als 2,7 Millionen Tonträger verkauft. Seine erfolgreichste Veröffentlichung ist die Single Marmor, Stein und Eisen bricht mit über zwei Millionen verkauften Einheiten.

## Alben

### Studioalben
| Jahr | Titel                        | Höchstplatzierung, Gesamtwochen/‑monate, AuszeichnungChartplatzierungen (Jahr, Titel, Platzierungen, Wochen/Monate, Auszeichnungen, Anmerkungen) | Höchstplatzierung, Gesamtwochen/‑monate, AuszeichnungChartplatzierungen (Jahr, Titel, Platzierungen, Wochen/Monate, Auszeichnungen, Anmerkungen) | Höchstplatzierung, Gesamtwochen/‑monate, AuszeichnungChartplatzierungen (Jahr, Titel, Platzierungen, Wochen/Monate, Auszeichnungen, Anmerkungen) | Höchstplatzierung, Gesamtwochen/‑monate, AuszeichnungChartplatzierungen (Jahr, Titel, Platzierungen, Wochen/Monate, Auszeichnungen, Anmerkungen) | Anmerkungen                                          |
| Jahr | Titel                        | DE | AT | CH | US | Anmerkungen                                          |
| ---- | ---------------------------- | --- | --- | --- | --- | ---------------------------------------------------- |
| 1964 | Shake Hands! Keep Smiling!   | — | — | — | — | Erstveröffentlichung: 1964                           |
| 1965 | Drafi                        | DE8 (6 Mt.)DE | — | — | — | Erstveröffentlichung: 1965                           |
| 1966 | Manuela und Drafi            | DE11 (2 Mt.)DE | — | — | — | Charteinstieg: 15. Juni 1966 mit Manuela             |
| 1971 | Weil ich dich Liebe          | — | — | — | — | Erstveröffentlichung: 1971                           |
| 1973 | Gute Tage und schlechte Tage | — | — | — | — | Erstveröffentlichung: 1973                           |
| 1977 | Happy Rummel Music           | — | — | — | — | Erstveröffentlichung: 1977                           |
| 1981 | Lost in New York City        | — | — | — | — | Erstveröffentlichung: 1981                           |
| 1982 | Drafi (1982)                 | — | — | — | — | Erstveröffentlichung: 1982                           |
| 1984 | The Sound of Masquerade      | DE49 (2 Wo.)DE | — | CH23 (1 Wo.)CH | — | Charteinstieg: 25. März 1984                         |
| 1985 | Krieg der Herzen             | — | — | — | — | Erstveröffentlichung: 1985                           |
| 1986 | Gemischte Gefühle            | DE8 Platin · (43 Wo.)DE | AT9 (5 Mt.)AT | CH21 (3 Wo.)CH | — | Charteinstieg: 22. Dezember 1986 Verkäufe: + 500.000 |
| 1987 | Diesmal für immer            | DE10 Gold · (15 Wo.)DE | AT27 (1 Mt.)AT | — | — | Charteinstieg: 21. Dezember 1987 Verkäufe: + 250.000 |
| 1989 | Über Grenzen geh’n           | DE36 (9 Wo.)DE | — | — | — | Charteinstieg: 25. September 1989                    |
| 1992 | Wie Ebbe und Flut            | — | — | — | — | Erstveröffentlichung: 1992                           |
| 1996 | So viele Fragen …            | — | — | — | — | Erstveröffentlichung: 1996                           |
| 1998 | Zukunft                      | — | — | — | — | Erstveröffentlichung: 1998                           |
| 2002 | Wer war schuld daran?        | — | — | — | — | Erstveröffentlichung: 15. April 2002                 |
| 2007 | The Last Mile                | — | — | — | — | Erstveröffentlichung: 9. März 2007                   |

grau schraffiert: keine Chartdaten aus diesem Jahr verfügbar

### Kompilationen
| Jahr | Titel                                                 | Höchstplatzierung, Gesamtwochen, AuszeichnungChartplatzierungen (Jahr, Titel, Platzierungen, Wochen, Auszeichnungen, Anmerkungen) | Höchstplatzierung, Gesamtwochen, AuszeichnungChartplatzierungen (Jahr, Titel, Platzierungen, Wochen, Auszeichnungen, Anmerkungen) | Höchstplatzierung, Gesamtwochen, AuszeichnungChartplatzierungen (Jahr, Titel, Platzierungen, Wochen, Auszeichnungen, Anmerkungen) | Höchstplatzierung, Gesamtwochen, AuszeichnungChartplatzierungen (Jahr, Titel, Platzierungen, Wochen, Auszeichnungen, Anmerkungen) | Anmerkungen                |
| Jahr | Titel                                                 | DE | AT | CH | US | Anmerkungen                |
| ---- | ----------------------------------------------------- | --- | --- | --- | --- | -------------------------- |
| 1988 | Steinzart – Die besten Jahre * Die Hits von 1963–1988 | DE45 (3 Wo.)DE | — | — | — | Erstveröffentlichung: 1988 |

Weitere Kompilationen
| - 1975: Star-Festival - 1978: Star Discothek - 1980: Profile - 1980: Tenny - 1980: Drafi Deutscher - 1982: Marmor, Stein und Eisen bricht - 1988: Goldene Hits - 1989: Stars & Schlager - 1989: Hits! Pseudonyme! Raritäten! - 1990: Stationen - 1990: Das große deutsche Schlager-Archiv (mit Katja Ebstein) - 1991: Star Collection – Marmor, Stein Und Eisen Bricht - 1991: Herz an Herz - 1992: Shake Drafi Shake - 1992: Ein Mann und seine Musik - 1993: Single Hit-Collection - 1993: Premium Gold Collection - 1993: Star Gold – Die Großen Erfolge | - 2000: Meine grossen Erfolge - 2002: Keep Smiling – Hits und Highlights - 2006: Marmor Stein und Eisen bricht – Seine grossen Erfolge - 2006: Diesseits von Eden – Die große Drafi Deutscher Hit-Collection - 2007: Wenn man liebt - 2007: Hautnah – Die Geschichten meiner Stars - 2008: Seine grössten Erfolge - 2008: Die grösste Hit-Collection - 2008: Kult Welle - 2009: Schlager Platin Edition - 2009: Meine schönsten Hits - 2009: Schlager & Stars - 2010: Große Erfolge - 2011: Balladen - 2012: Die größten Schlagerstars - 2013: Playing Funky – The Lost Album (The Pee Wee Bluesgang feat. Drafi Deutscher) - 2013: Best of – His Last 10 Years - 2021: Das ist Musik! |

### Soundtracks
- 1984: Original Filmmusik zu „2 Nasen Tanken Super“

### EPs
- 1966: Cinderella Baby
- 1966: Ich hab den Mond in meiner Tasche
- 1966: Marmor, Stein und Eisen bricht
- 1966: Drafi Deutscher
- 1966: Folk Beat
- 1988: You Want Love (Maria, Maria)

## Singles

### Als Leadmusiker
| Jahr | Titel Album                                                                         | Höchstplatzierung, Gesamtwochen/‑monate, AuszeichnungChartplatzierungen (Jahr, Titel, Album, Platzierungen, Wochen/Monate, Auszeichnungen, Anmerkungen) | Höchstplatzierung, Gesamtwochen/‑monate, AuszeichnungChartplatzierungen (Jahr, Titel, Album, Platzierungen, Wochen/Monate, Auszeichnungen, Anmerkungen) | Höchstplatzierung, Gesamtwochen/‑monate, AuszeichnungChartplatzierungen (Jahr, Titel, Album, Platzierungen, Wochen/Monate, Auszeichnungen, Anmerkungen) | Höchstplatzierung, Gesamtwochen/‑monate, AuszeichnungChartplatzierungen (Jahr, Titel, Album, Platzierungen, Wochen/Monate, Auszeichnungen, Anmerkungen) | Anmerkungen |
| Jahr | Titel Album                                                                         | DE | AT | CH | US | Anmerkungen |
| ---- | ----------------------------------------------------------------------------------- | --- | --- | --- | --- | --- |
| 1963 | Teeny –                                                                             | DE26 (3 Mt.)DE | — | — | — | Erstveröffentlichung: Juli 1963                                                                                      |
| 1964 | Shake Hands Shake Hands! Keep Smiling!                                              | DE2 (6 Mt.)DE | — | — | — | Erstveröffentlichung: Februar 1964                                                                                   |
| 1964 | Keep Smiling Shake Hands! Keep Smiling!                                             | DE7 (2 Mt.)DE | — | — | — | Erstveröffentlichung: September 1964                                                                                 |
| 1964 | Cinderella-Baby Shake Hands! Keep Smiling!                                          | DE3 (5 Mt.)DE | — | — | — | Erstveröffentlichung: November 1964                                                                                  |
| 1965 | Marmor, Stein und Eisen bricht / Marble Breaks and Iron Bends (engl. Version) Drafi | DE1 Gold · (5 Mt.)DE | AT1 (3 Mt.)AT | — | US80 (3 Wo.)US | Erstveröffentlichung: Januar 1965 (DE-Version) Erstveröffentlichung: Februar 1966 (EN-Version) Verkäufe: + 2.000.000 |
| 1965 | Heute male ich dein Bild, Cindy Lou –                                               | DE3 (4½ Mt.)DE | AT5 (3 Mt.)AT | — | — | Erstveröffentlichung: Mai 1965                                                                                       |
| 1965 | Hast du alles vergessen –                                                           | DE18 (1 Mt.)DE | — | — | — | Erstveröffentlichung: Mai 1965                                                                                       |
| 1966 | Nimm mich so wie ich bin –                                                          | DE7 (4 Mt.)DE | AT2 (1 Mt.)AT | — | — | Erstveröffentlichung: April 1966                                                                                     |
| 1966 | Honey Bee –                                                                         | DE21 (3 Mt.)DE | AT10 (1 Mt.)AT | — | — | Erstveröffentlichung: Mai 1966                                                                                       |
| 1966 | Die goldene Zeit –                                                                  | DE32 (1½ Mt.)DE | — | — | — | Erstveröffentlichung: Juni 1966 mit Manuela                                                                          |
| 1966 | Ich hab’ den Mond in meiner Tasche –                                                | DE37 (1 Mt.)DE | — | — | — | Erstveröffentlichung: Oktober 1966                                                                                   |
| 1967 | Old, Old Germany –                                                                  | DE36 (½ Mt.)DE | — | — | — | Erstveröffentlichung: August 1967                                                                                    |
| 1970 | Weil ich dich liebe                                                                 | DE20 (3 Mt.)DE | — | — | — | Erstveröffentlichung: 1970                                                                                           |
| 1971 | Denkst du immer noch an ihn Weil ich dich liebe                                     | DE42 (1 Wo.)DE | — | — | — | Charteinstieg: 21. Juni 1971                                                                                         |
| 1976 | Be My Boogie Woogie Baby Happy Rummel Music                                         | DE36 (6 Wo.)DE | AT9 (5 Mt.)AT | — | — | Charteinstieg: 11. Oktober 1976                                                                                      |
| 1979 | Can I Reach You –                                                                   | DE21 (5 Wo.)DE | AT7 (7 Mt.)AT | — | — | Charteinstieg: 15. April 1979                                                                                        |
| 1983 | Guardian Angel The Sound of Masquerade                                              | DE2 (18 Wo.)DE | AT1 (14 Wo.)AT | CH2 (11 Wo.)CH | — | Erstveröffentlichung: November 1983                                                                                  |
| 1984 | Everyday Loser The Sound of Masquerade                                              | DE59 (5 Wo.)DE | — | — | — | Erstveröffentlichung: April 1984                                                                                     |
| 1986 | Sensuality –                                                                        | DE60 (7 Wo.)DE | — | — | — | Charteinstieg: 30. Juni 1986                                                                                         |
| 1986 | Herz an Herz Gefühl Diesmal für immer                                               | DE34 (18 Wo.)DE | — | — | — | Charteinstieg: 15. September 1986                                                                                    |
| 1986 | Uns’re Herzen frieren –                                                             | DE56 (8 Wo.)DE | — | — | — | Charteinstieg: 1. Dezember 1986                                                                                      |
| 1987 | Das 11. Gebot Diesmal für immer                                                     | DE36 (9 Wo.)DE | — | — | — | Charteinstieg: 23. November 1987                                                                                     |

grau schraffiert: keine Chartdaten aus diesem Jahr verfügbar

Marmor, Stein und Eisen bricht

Weitere Singles
| - 1963: Kleine Peggy - 1964: Shu-bi-du-bi-du-the Slop - 1967: Mit Schirm, Frack und Melone - 1967: Sweet Dreams For You My Love - 1968: Der Hauptmann von Köpenick - 1968: Alice im Wunderland - 1969: Don Quichotte - 1970: Und der Regen, Regen rinnt - 1970: Mit dem Kopf durch die Wand - 1971: Soviel Glück müsste man haben - 1972: United - 1972: Kellerkind - 1972: Irgendwann - 1972: Alaska (mit Tina Rainford) - 1974: Little Darling Dana - 1975: Holiday - 1975: Monkey Bump - 1976: Amigo Mine - 1977: Auto-Skooter - 1977: Good Morning - 1980: Rainy Day Feelin’ - 1981: Angie - 1982: Jeanne d’Arc - 1983: No I Can | - 1984: Lay Your Head on My Shoulder - 1984: Tief unter meiner Haut - 1984: Doch das Weinen hab’ ich längst verlernt - 1985: Keep the Home Fires Burning (mit Evans) - 1985: Rebirth of An Anti-Christ - 1985: Dich holt niemand mehr zurück - 1986: Wenn du zum Mond fliegst - 1987: Diesmal für immer - 1988: Running Wild - 1989: Über Grenzen geh’n - 1989: In Liebe ertrunken - 1992: Shake Drafi Shake - 1996: Amen - 1996: Wenn man lebt - 1997: Gib nicht auf (mit Kristina Bach) - 1997: Solang wir alle noch Leben - 1997: Das ist Er - 1998: Sarita - 1998: Der letzte Zug nach Eden - 1999: Mit verbundenen Augen - 1999: Doch ich bin da - 2000: Wer war Schuld daran - 2006: Mona Lisa |

### Als Gastmusiker
- 1989: Young Love (Demis Roussos & Drafi Deutscher)
- 2003: Buona sera (La Dolce Vita feat. Bino & Drafi)

## Boxsets
- 1987: Die Decca Jahre 1963–1968
- 2013: Bild Schlager Stars

## Statistik

### Chartauswertung
|                     | DE    | AT    | CH    | US    |
| ------------------- | ----- | ----- | ----- | ----- |
| Nummer-eins-Alben   | DE—DE | AT—AT | CH—CH | US—US |
| Top-10-Alben        | DE3DE | AT1AT | CH—CH | US—US |
| Alben in den Charts | DE7DE | AT2AT | CH2CH | US—US |

|                       | DE     | AT    | CH    | US    |
| --------------------- | ------ | ----- | ----- | ----- |
| Nummer-eins-Singles   | DE1DE  | AT2AT | CH—CH | US—US |
| Top-10-Singles        | DE7DE  | AT7AT | CH1CH | US—US |
| Singles in den Charts | DE22DE | AT7AT | CH1CH | US1US |

### Auszeichnungen für Musikverkäufe
Anmerkung: Auszeichnungen in Ländern aus den Charttabellen bzw. Chartboxen sind in ebendiesen zu finden.
| Land/RegionAuszeichnungen für Musikverkäufe (Land/Region, Auszeichnungen, Verkäufe, Quellen) | Gold     | Platin  | Verkäufe  | Quellen           |
| -------------------------------------------------------------------------------------------- | -------- | ------- | --------- | ----------------- |
| Deutschland (BVMI)                                                                           | 2× Gold2 | Platin1 | 1.550.000 | musikindustrie.de |
| Insgesamt                                                                                    | 2× Gold2 | Platin1 |           |                   |